# Giải Quả cầu vàng lần thứ 65
Giải Quả cầu vàng lần thứ 65
13 tháng 1 năm 2008
Phim hay nhất:
 Atonement 
Phim hài/nhạc kịch hay nhất:
 Sweeney Todd 
Loạt phim truyền hình hay nhất:
 Mad Men 
Loạt phim truyền hình hài/nhạc kịch hay nhất:
 Extras 
Loạt phim ngắn hay phim truyền hình hay nhất:
 Longford 
Giải Quả cầu vàng lần thứ 65 - giải thưởng điện ảnh cho các phim truyện và chương trình truyền hình xuất sắc nhất năm 2007 - được Hiệp hội Báo chí Nước ngoài Hollywood tổ chức và công bố người đoạt giải ngày 13 tháng 1 năm 2008.

## Các tác phẩm được đề cử và đoạt giải
Chữ đậm để chỉ tác phẩm đoạt giải.

### Phim truyện
| Phim chính kịch hay nhất | Phim hài/nhạc kịch hay nhất |
| --- | --- |
| - American Gangster - Atonement - Eastern Promises - The Great Debaters - Michael Clayton - No Country for Old Men - There Will Be Blood                                                                                       | - Across the Universe - Charlie Wilson's War - Hairspray - Juno - Sweeney Todd: The Demon Barber on Fleet Street                                                                            |
| Nam diễn viên xuất sắc nhất - Phim chính kịch | Nữ diễn viên xuất sắc nhất - Phim chính kịch |
| - George Clooney, Michael Clayton - Daniel Day-Lewis, There Will Be Blood - James McAvoy, Atonement - Viggo Mortensen, Eastern Promises - Denzel Washington, American Gangster                                                 | - Cate Blanchett, Elizabeth: The Golden Age - Julie Christie, Away From Her - Jodie Foster, The Brave One - Angelina Jolie, A Mighty Heart - Keira Knightley, Atonement                     |
| Nam diễn viên xuất sắc nhất - Phim hài/nhạc kịch | Nữ diễn viên xuất sắc nhất - Phim hài/nhạc kịch |
| - Johnny Depp, Sweeney Todd: The Demon Barber of Fleet Street - Ryan Gosling, Lars and the Real Girl - Tom Hanks, Charlie Wilson's War - Philip Seymour Hoffman, The Savages - John C. Reilly, Walk Hard: The Dewey Cox Story  | - Amy Adams, Enchanted - Nikki Blonsky, Hairspray - Helena Bonham Carter, Sweeney Todd: The Demon Barber of Fleet Street - Marion Cotillard, La Vie En Rose - Ellen Page, Juno              |
| Nam diễn viên phụ xuất sắc nhất | Nữ diễn viên phụ xuất sắc nhất |
| - Casey Affleck, The Assassination of Jesse James by the Coward Robert Ford - Javier Bardem, No Country for Old Men - Philip Seymour Hoffman, Charlie Wilson's War - John Travolta, Hairspray - Tom Wilkinson, Michael Clayton | - Cate Blanchett, I'm Not There - Julia Roberts, Charlie Wilson's War - Saoirse Ronan, Atonement - Amy Ryan, Gone Baby Gone - Tilda Swinton, Michael Clayton                                |
| Giải Quả cầu vàng cho đạo diễn xuất sắc nhất | Giải Quả cầu vàng cho kịch bản hay nhất |
| - Tim Burton, Sweeney Todd: The Demon Barber of Fleet Street - Joel and Ethan Coen, No Country for Old Men - Julian Schnabel, The Diving Bell and the Butterfly - Ridley Scott, American Gangster - Joe Wright, Atonement      | - Diablo Cody, Juno - Joel and Ethan Coen, No Country for Old Men - Christopher Hampton, Atonement - Ronald Harwood, The Diving Bell and the Butterfly - Aaron Sorkin, Charlie Wilson's War |
| Bài hát gốc hay nhất | Nhạc phim gốc hay nhất |
| - "Despedida" trong Love in the Time of Cholera - "Grace Is Gone" trong Grace Is Gone - "Guaranteed" trong Into the Wild - "That's How You Know" trong Enchanted - "Walk Hard" trong Walk Hard: The Dewey Cox Story            | - Michael Brook, Kaki King, Eddie Vedder, Into the Wild - Clint Eastwood, Grace Is Gone - Alberto Iglesias, The Kite Runner - Dario Marianelli, Atonement - Howard Shore, Eastern Promises  |
| Phim nói tiếng nước ngoài hay nhất | Phim hoạt hình hay nhất |
| - 4 Months, 3 Weeks and 2 Days; Romania - The Diving Bell and the Butterfly; Pháp và Hoa Kỳ - The Kite Runner; Hoa Kỳ - Sắc giới; Đài Loan - Persepolis; Pháp                                                                  | - Bee Movie - Ratatouille - The Simpsons Movie |

### Truyền hình
| Loạt phim truyền hình điện ảnh | Loạt phim truyền hình hài/nhạc kịch |
| --- | --- |
| - Big Love - Damages - Grey's Anatomy - House M.D. - Mad Men - The Tudors | - 30 Rock - Californication - Entourage - Extras - Pushing Daisies |
| Phim ngắn hay phim điện ảnh cho truyền hình hay nhất | Nam diễn viên xuất sắc nhất trong phim ngắn hay phim điện ảnh cho truyền hình                                                                                                  |
| - Bury My Heart at Wounded Knee - The Company - Longford - The State Within - Five Days | - Adam Beach - Bury My Heart at Wounded Knee - Jim Broadbent - Longford - Ernest Borgnine - A Grandpa for Christmas - Jason Isaacs - The State Within - James Nesbitt - Jekyll |
| Nữ diễn viên xuất sắc nhất trong phim ngắn hay phim điện ảnh cho truyền hình | Nam diễn viên xuất sắc nhất trong phim ngắn hay phim hài/nhạc kịch truyền hình                                                                                                 |
| - Bryce Dallas Howard - As You Like It - Queen Latifah - Life Support - Debra Messing - The Starter Wife - Sissy Spacek - Pictures of Hollis Woods - Ruth Wilson - Jane Eyre                                   | - Alec Baldwin - 30 Rock - Steve Carell - The Office - David Duchovny - Californication - Ricky Gervais - Extras - Lee Pace - Pushing Daisies                                  |
| Nữ diễn viên xuất sắc nhất trong phim ngắn hay phim hài/nhạc kịch truyền hình | Nam diễn viên xuất sắc nhất trong loạt phim truyền hình |
| - Christina Applegate - Samantha Who? - America Ferrera - Ugly Betty - Tina Fey - 30 Rock - Anna Friel - Pushing Daisies - Mary-Louise Parker - Weeds                                                          | - Michael C. Hall - Dexter - Jon Hamm - Mad Men - Hugh Laurie - House M.D. - Bill Paxton - Big Love - Jonathan Rhys Meyers - The Tudors                                        |
| Nữ diễn viên xuất sắc nhất trong loạt phim truyền hình | Nam diễn viên phụ xuất sắc nhất trong loạt phim truyền hình, phim ngắn hay phim điện ảnh cho truyền hình                                                                       |
| - Patricia Arquette - Medium - Glenn Close - Damages - Minnie Driver - The Riches - Edie Falco - The Sopranos - Sally Field - Brothers & Sisters - Holly Hunter - Saving Grace - Kyra Sedgwick - The Closer    | - Ted Danson - Damages - Kevin Dillon - Entourage - Jeremy Piven - Entourage - Andy Serkis - Longford - William Shatner - Boston Legal - Donald Sutherland - Dirty Sexy Money  |
| Nữ diễn viên phụ xuất sắc nhất trong loạt phim truyền hình, phim ngắn hay phim điện ảnh cho truyền hình | |
| - Rose Byrne - Damages - Rachel Griffiths - Brothers & Sisters - Katherine Heigl - Grey's Anatomy - Samantha Morton - Longford - Anna Paquin - Bury My Heart at Wounded Knee - Jaime Pressly - My Name Is Earl | |

## Thống kê

### Phim điện ảnh
Số giải giành được:
- 2 Atonement
- 2 No Country for Old Men
- 2 Sweeney Todd: The Demon Barber of Fleet Street
- 2 The Diving Bell and the Butterfly
- 1 Away From Her
- 1 I'm Not There
- 1 Into The Wild
- 1 La Vie En Rose
- 1 Ratatouille
- 1 There Will Be Blood

Số đề cử (ít nhất là 2):
- 7 Atonement
- 5 Charlie Wilson's War
- 4 Michael Clayton, No Country for Old Men,

Sweeney Todd: The Demon Barber of Fleet Street
- 3 American Gangster, Eastern Promises, Hairspray, Juno, The Diving Bell and the Butterfly
- 2 Grace Is Gone, Into the Wild, The Kite Runner, There Will Be Blood, Walk Hard: The Dewey Cox Story, Enchanted

### Truyền hình
- 3 Longford
- 2 Mad Men
- 1 Extras
- 1 30 Rock
- 1 Californication
- 1 Damages
- 1 Entourage
- 1 Life Support

Số đề cử (ít nhất là 2):
- 4 Damages, Longford
- 3 30 Rock, Bury My Heart at Wounded Knee, Entourage, Pushing Daisies
- 2 Big Love, Brothers & Sisters, Californication, Extras, Grey's Anatomy, House M.D., Mad Men, The State Within, The Tudors